# Karl Anton August af Slesvig-Holsten-Sønderborg-Beck
Karl Anton August, prins af Slesvig-Holsten-Sønderborg-Beck (10. august 1727 – 12. september 1759) var en prins af Slesvig-Holsten-Sønderborg-Beck. Han var den ældste overlevende søn af hertug Peter August Frederik af Slesvig-Holsten-Sønderborg-Beck i hans ægteskab med Sophie af Hessen-Philippsthal.
Karl Anton August giftede sig den 30. maj 1754 i Königsberg med italieneren Friederieke Pucci-Pitigliano (1738–1786). Parret fik en søn, den senere hertug Frederik Carl Ludvig af Slesvig-Holsten-Sønderborg-Beck (1757–1816).
Prins Karl Anton August ville have arvet titlen som hertug af Slesvig-Holsten-Sønderborg-Beck, men han døde i 1759 som major under Syvårskrigen som følge af sår, han havde pådraget sig i Slaget ved Kunersdorf. Hans enke giftede sig den 21. maj 1777 med Grev Friedrich Detlef von Moltke (1750–1825).

## Eksterne links
- Hans den Yngres efterkommere